# Henri Jeanmaire
Pour les articles homonymes, voir Jeanmaire.
Henri Jeanmaire, né le 21 novembre 1884 à Paris d’un père médecin-major de première classe et mort à Viroflay le 22 février 1960 d’un suicide par pendaison, est un historien antiquisant, helléniste et latiniste français, spécialisé dans l’histoire religieuse antique.
Il est notamment connu pour son ouvrage consacré au dieu grec Dionysos et à son culte, longtemps considéré comme l'étude la plus complète portant sur le sujet.

## Biographie
En 1902, Henri Jeanmaire obtient son baccalauréat ès-lettres, et est admis en 1905 à l’École normale supérieure. À l’issue de ce cursus, il obtient une licence ès-lettres en 1906 et l’agrégation d’histoire-géographie en 1909.
Jeanmaire quitte ensuite Paris pour devenir professeur agrégé au lycée d’Oran (Algérie), du 1er octobre 1909 au 24 avril 1911. Alors en congé il passe un séjour en Allemagne d’avril 1911 à septembre 1913. Son séjour terminé, il rentre en France et devient professeur d’histoire au lycée de Besançon (Franche-Comté), du 1er octobre 1913 au 30 septembre 1920.
Il est parallèlement nommé chargé de cours d’histoire de l’Antiquité et du Moyen Âge à la Faculté des lettres de Besançon, de février 1917 à septembre 1919. Il remplace le professeur Jean Guiraud, en congé. De nouveau en période de congé d’inactivité, son travail est remarqué par la Faculté des lettres de l'université de Lille qui lui propose la charge d’une conférence complémentaire de deux heures par semaine en histoire des religions. Henri Jeanmaire accepte et occupe cette fonction de février 1923 à juin 1943.
C’est durant cette période qu’il soutient, en 1930, sa thèse de doctorat ès-lettres à la Sorbonne. Celle-ci est intitulée Couroï et courètes : essai sur l’éducation spartiate et sur les rites d’adolescence dans l’antiquité hellénique. Jeanmaire propose dans sa thèse d’éclairer les institutions de la Grèce archaïque et ses sociétés secrètes. Cette thèse, et celle écrite en complément, La Sibylle et le retour de l’âge d’or, lui valent la mention très honorable. Henri Jeanmaire est alors âgé de 45 ans. Ce n'est pourtant qu'en 1939 qu'est publiée sa thèse principale, Couroï et courètes. Cet ouvrage lui vaut le prix de l’Association des études grecques (1939), ainsi que les prix Ambatiélos (1940) et Le-Fèvre-Deumier (1958) de l’Académie des Inscriptions et Belles-Lettres.
Parallèlement aux conférences complémentaires qu’il donne à l’Université de Lille, il est, depuis 1929, chargé d’une conférence à l’École pratiques des Hautes Études à Paris. Cette charge se termine en 1936. Le départ de Jeanmaire de l’EPHE n’est toutefois que temporaire puisqu’il quitte son poste à l’université de Lille en 1943, à la suite de sa nomination en tant que directeur des hautes études grecques à l’École pratique des hautes études. Il occupe cette charge du 1er juin 1943 au 30 octobre 1955, date à laquelle il prend sa retraite.

## Apport à l’histoire de la religion grecque
Selon ses pairs, Henri Jeanmaire est un historien des religions de premier plan. Il est un spécialiste du dieu Dionysos et a pratiqué lors de ses recherches l'anthropologie, notamment avec des peuples d’Afrique. Cet angle d'étude lui a permis de percer les mystères de certains aspects de la religion grecque grâce à l’héortologie, c’est-à-dire l’étude des fêtes religieuses, des légendes et les mystères.
En 1913, à la suite de l’un de ses articles, Henri Jeanmaire développe une idée estimant que la cryptie serait un rite initiatique. Pour formuler cette conclusion, il s’appuie sur la chasse aux hilotes, ainsi que sur l’exclusion des crypties de la société, comparées avec d’autres sociétés primitives. Ainsi, Henri Jeanmaire a proposé l’hypothèse selon laquelle la cryptie est la dernière phase de l'initiation lacédémonienne.  Elle constitue le dernier rite accomplit par le jeune homme, sous la forme d’une retraite. Selon Henri Jeanmaire, ce n’est pas un rite de puberté mais un rite d’admission à une société secrète. L’initiation à cette confrérie est le meurtre des hilotes et cela est réservé aux meilleurs. Pour cette étude, Henri Jeanmaire s'est fondé sur les Hommes panthères et d’autres confréries de l’Ouest africain, ainsi que sur les loups-garous d’Europe. Selon Jeanmaire, il existait, en Grèce archaïque, des confréries de loups garou, dans lesquelles les initiés menaient pendant un certain temps la vie d’un loup. Occasionnellement, les cryptes ont été employées dans l’armée ou dans le cadre de la police politique. Au fur et à mesure, le caractère originel de la cryptie aurait été altéré et elle serait devenue un organe de l’Etat. C'est dans sa thèse Couroi et Courètes que Jeanmaire évoque de manière plus développée l’éducation des spartiates et les rites qui ont lieu pendant leur adolescence. Henri Jeanmaire définit les institutions de la Grèce antique grâce à l’ethnologie et ce qu’elle apprend sur le rôle des sociétés secrètes.
Pour ses recherches sur la cryptie, Henri Jeanmaire s’est appuyé sur plusieurs sources. On y retrouve notamment des œuvres de Platon comme son livre Les Lois, Hérakleides, ou encore des textes de Plutarque dont sa Vie de Lycurgue, Damotélès, la scholie de Platon, ainsi qu’un papyrus fragmentaire qui se trouve au British Museum et un texte de Justin.
La méthode de travail d’Henri Jeanmaire a été reprise par d’autres historiens des religions comme Angelo Brelich et Pierre Vidal-Naquet. Ce dernier ajoute, à l’idée d’origine de Jeanmaire, que la cryptie est symétriquement inverse à l’institution hoplitique. Cette recherche a finalement permis la pérennisation des précédentes découvertes d’Henri Jeanmaire sur la cryptie. Depuis, le caractère rituel de la cryptie est accepté par l’ensemble des historiens.
En 1930 dans l’un de ses ouvrages intitulé le Messianisme de Virgile, Henri Jeanmaire estime que l’ouvrage du poète est destiné à l’enfant de Marc-Antoine et de Cléopâtre non au fils de Pollion.
Henri Jeanmaire fait également de l’anthropologie comparée des religions. Grâce à cela, il a pu comprendre notamment les textes de Strabon qui donne une grande importance aux pratiques rituelles lorsqu’il parle d’un caractère caché dans les cérémonies et du fait qu’elles étaient réservées à certaines personnes.
Robert Flacelière, après la publication de Dionysos : histoire du culte de Bacchus (1951) le présentait comme une « somme » et soulignait avoir rarement eu l’occasion de lire en français « des synthèses aussi larges et aussi riches » que cet ouvrage. Il note le nombre de textes présents dans une traduction nouvelle et « minutieusement exacte ». Le livre est considéré à la fin des années 1970 par Marcel Détienne comme, sans doute, l'étude la plus complète qui soit consacrée au dieu de l'ivresse, de la fureur et de la subversion et également, dans le champ des études grecques, comme « une des plus remarquables analyses de sociologie religieuse ». Selon Détienne, l'ouvrage était « sans défaut ».

## Publications

### Ouvrages
- Le messianisme de Virgile, Paris, J. Vrin, 1930.
- Couroi et courètes : essai sur l'éducation spartiate et sur les rites d'adolescence dans l'Antiquité hellénique, Lille, Bibliothèque universitaire, 1939. (Prix de l’Association des études grecques 1939) (Prix Ambatiélos 1940) (Prix Lefèvre-Deumier 1958) (Prix de l’Académie des Inscriptions et Belles-Lettres).
- Le cas Briçonnet, idée d'une recherche, Henri Maspero, 1883-1945 Dionysos et Héra ; École pratique des hautes études. Section des sciences religieuses, « par Lucien Febvre » « par Paul Masson-Oursel » « par Henri Jeanmaire », Paris, Impr. Nationale, 1946.
- Dionysos : histoire du culte de Bacchus : l'orgiasme dans l'Antiquité et les temps modernes, origine du théâtre en Grèce, orphisme et mystiquee dionysiaque, évolution du dionysisme après Alexandre, Paris, Payot, 1951 deuxième édition en 1970, troisième édition en 1978, quatrième édition en 1985.

### Articles et autres publications
D'après sa page d'autorité sur le portail Persée, Henri Jeanmaire a au moins publié : 
La présentation de ses cours dans l'Annuaire de l'École pratique des hautes études (de 1929 à 1954), ainsi qu'un article : « Dionysos et Héra » (1944).
Trente-cinq compte-rendu dans la Revue de l'histoire des religions de 1946 à 1960.
Trois articles dans la Revue des Études Grecques : « La cryptie lacédémonienne » (1913), « Le substantif hosia et sa signification comme terme technique dans le vocabulaire religieux » (1945), « Sur les origines de la tragédie grecque et sur certains de ses caractères » (1953).

## Sources
- Ch. P., « Henri Jeanmaire († 1960) », Revue archéologique, t. 1, janvier-juin 1961, pp. 212-213.
- P.-M. S., « Henri Jeanmaire », Revue philosophique de France et de l'étranger, t. 150, 1960, pp. 430-431.

## Distinctions
- Chevalier de la Légion d'honneur